# 21395 Albertofilho
21395 Albertofilho este un asteroid din centura principală de asteroizi.

## Descriere
21395 Albertofilho este un asteroid din centura principală de asteroizi. A fost descoperit pe 20 martie 1998 la Socorro, New Mexico, în cadrul proiectului LINEAR. Asteroidul prezintă o orbită caracterizată de o semiaxă mare de 2,22 ua, o excentricitate de 0,13 și o înclinație de 6,1° în raport cu ecliptica.